# Учинићу све
Учинићу све је дванаести студијски албум певачице Снежане Ђуришић. Објављен је 28. маја 1990. године за ПГП РТБ, као ЛП и касета. Албум је штампан у дијамантском тиражу. Аранжер свих песама и продуцент албума је Драган Стојковић Босанац.

## Песме на албуму
| Песма                | Аутори                               |
| -------------------- | ------------------------------------ |
| Учинићу све          | Милутин Поповић Захар; М. Ђокић      |
| Исплачи се           | Миша Мијатовић; Весна Петковић       |
| Пукло би срце        | Милутин Поповић Захар                |
| Пољуби ме            | Миша Мијатовић; Весна Петковић       |
| Ударио тук на лук    | Драган Александрић; Радмила Бабић    |
| Кише                 | Драган Александрић; Мила Јанковић    |
| Тебе нема, мило моје | Миша Мијатовић; Весна Петковић       |
| Остаде ми песма      | Милутин Поповић Захар; С. Максимовић |

## Информације о албуму
- Продуцент: Драган Стојковић Босанац
- Оркестар Драгана Стојковића Босанца
- Тон-мајстор: Владимир Неговановић
- Фотографије: Ђани Гол
- Дизајн: Иван Ћулум[1]